# マスキーゴン (ミシガン州)
マスキーゴン（英: Muskegon、[ˌmʌsˈkiːɡən]）は、アメリカ合衆国ミシガン州の都市。マスキーゴン郡の郡庁所在地である。人口は3万8318人（2020年）。ロウアー半島の西岸に位置している。マスキーゴン都市圏の中核である。広域ではグランドラピッズ＝ワイオミング＝マスキーゴン広域都市圏に属している。

## 歴史

### 有史以前
マスキーゴンとなった地域を人類が占有したのは、7,000ないし8,000年前の移住型パレオ・インディアンの猟師であり、ウィスコンシン氷河が後退した後で、この地域を専用した。パレオ・インディアンの後は、ウッドランド・インディアンの幾つかの発展段階を経て行き、その中でもホープウェル文化の部族がこの地域を占有したのは、恐らく2,000年前のことである。
マスキーゴン地域に住んだのはオタワ族やポタワトミ族インディアンの様々なバンドだった。1830年時点でマスキーゴンはオタワ族の集落がある場所だった。おそらくこの時代のインディアンの中で最も良く記憶されているのが、オタワ族のペンダルアン酋長である。1730年代、イリノイのフォックス族インディアンをフランスが絶滅させようとした動きに参加し、ペンダルアンとその部族は1730年代と1740年代にマスキーゴンとその周辺に住み、1742年にフランス人に誘導されてトラバース湾の開拓地に移動した。
「マスキーゴン」という名前は、オタワ族の言葉で「湿地の川あるいは沼地」を意味する "Masquigon"（マスキゴン）から得られていた。

### ヨーロッパ人の到着
「マスキゴン」川が17世紀後半に作成されたフランス人の地図に載っており、フランス人探検家がその頃までに現在のミシガン州西岸にまで達していたことを示唆している。1675年、ジャック・マルケット神父がセントイグナスへの最後の旅で、この地域を通って北に向かった。また1679年、ラ・サールの副官アンリ・デ・トンティの率いたフランス兵部隊がこの地域を通過した。
マスキーゴン地域で最も初期に知られているヨーロッパ系アメリカ人住人は、毛皮交易業者かつ罠猟師のエドワード・フィッツジェラルドであり、1748年にマスキーゴン地域に初めて来て、そこで死んだ、ホワイト湖の付近に埋葬されたと伝えられている。1790年から1800年のいずれかの時点で、フランス系カナダ人交易業者ジョーゼフ・ラ・フランボアズが、ダック湖の出口に毛皮交易基地を設立した。1810年から1820年、ラマー・アンディ、ジャン・バティスト・レコレクト、ピエール・コンスタンなどフランス系カナダ人毛皮交易業者が、マスキーゴン湖周辺に交易基地を設立していた。
ヨーロッパ系アメリカ人によるマスキーゴンの開拓は1837年に熱心に始まった。それは地域の広範な木材資源の開発開始と時を同じくしていた。1837年の林業開始は、地域の歴史で最もロマンチックな時代と考えられるものの始まりでもあった。19世紀半ばの林業、製材業のために多くの開拓者を惹きつけ、特にドイツ、アイルランド、カナダからの移民が多かった。
1800年代後半の林業時代、製材会社が北ミシガンのホートン湖からマスキーゴン川を使ってシロマツ材を流し、マスキーゴンにある製材所に送って加工していた 。マスキーゴン市内の幾つかの地区が別々の村として始まった。ブラフトンは1862年、レイクトン郡区の製材村として設立された。1868年から1892年には独自の郵便局も持っていた。ブラフトンは1889年にマスキーゴンに併合された。

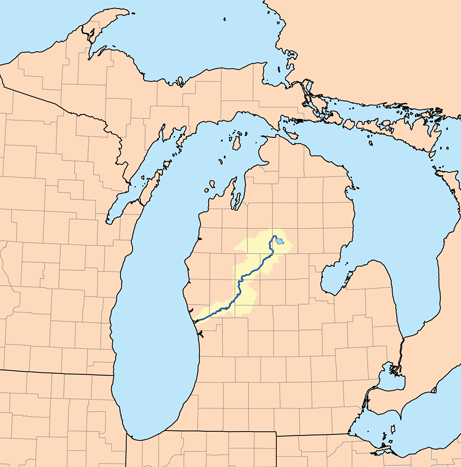
マスキーゴン川

## 地理
アメリカ合衆国国勢調査局に拠れば、市域全面積は18.12平方マイル (46.93 km2)であり、このうち陸地14.21平方マイル (36.80 km2)、水域は3.91平方マイル (10.13 km2)で水域率は21.58%である。
マスキーゴン市の西はミシガン湖であり、北はマスキーゴン湖である。マスキーゴン川が市の北東端でマスキーゴン湖に注いでいる。

### 付近の地形
- ベア湖
- マスキーゴン湖
- モナ湖
- ミシガン湖
- マスキーゴン川

## 気候
| マスキーゴンの気候                   | マスキーゴンの気候 | マスキーゴンの気候 | マスキーゴンの気候 | マスキーゴンの気候 | マスキーゴンの気候 | マスキーゴンの気候 | マスキーゴンの気候 | マスキーゴンの気候 | マスキーゴンの気候 | マスキーゴンの気候 | マスキーゴンの気候 | マスキーゴンの気候 | マスキーゴンの気候 |
| 月                                   | 1月                | 2月                | 3月                | 4月                | 5月                | 6月                | 7月                | 8月                | 9月                | 10月               | 11月               | 12月               | 年                 |
| ------------------------------------ | ------------------ | ------------------ | ------------------ | ------------------ | ------------------ | ------------------ | ------------------ | ------------------ | ------------------ | ------------------ | ------------------ | ------------------ | ------------------ |
| 最高気温記録 °F （°C）               | 63 (17)            | 67 (19)            | 82 (28)            | 86 (30)            | 93 (34)            | 98 (37)            | 99 (37)            | 99 (37)            | 95 (35)            | 86 (30)            | 76 (24)            | 64 (18)            | 99 (37)            |
| 平均最高気温 °F （°C）               | 30.8 (−0.7)        | 33.2 (0.7)         | 43.0 (6.1)         | 55.9 (13.3)        | 66.9 (19.4)        | 76.0 (24.4)        | 80.4 (26.9)        | 78.8 (26)          | 71.3 (21.8)        | 58.8 (14.9)        | 46.4 (8)           | 35.1 (1.7)         | 56.4 (13.6)        |
| 平均最低気温 °F （°C）               | 19.1 (−7.2)        | 20.1 (−6.6)        | 26.0 (−3.3)        | 36.3 (2.4)         | 45.9 (7.7)         | 55.6 (13.1)        | 60.9 (16.1)        | 60.0 (15.6)        | 51.8 (11)          | 41.5 (5.3)         | 33.0 (0.6)         | 24.3 (−4.3)        | 39.5 (4.2)         |
| 最低気温記録 °F （°C）               | −21 (−29)          | −30 (−34)          | −11 (−24)          | 1 (−17)            | 22 (−6)            | 31 (−1)            | 39 (4)             | 36 (2)             | 27 (−3)            | 19 (−7)            | −14 (−26)          | −15 (−26)          | −30 (−34)          |
| 降水量 inch （mm）                   | 2.00 (50.8)        | 1.82 (46.2)        | 2.23 (56.6)        | 2.91 (73.9)        | 3.25 (82.6)        | 2.55 (64.8)        | 2.37 (60.2)        | 3.39 (86.1)        | 3.89 (98.8)        | 3.11 (79)          | 3.35 (85.1)        | 2.55 (64.8)        | 33.42 (848.9)      |
| 降雪量 inch （cm）                   | 29.7 (75.4)        | 18.5 (47)          | 8.8 (22.4)         | 2.2 (5.6)          | 0 (0)              | 0 (0)              | 0 (0)              | 0 (0)              | 0 (0)              | 0.2 (0.5)          | 6.0 (15.2)         | 28.3 (71.9)        | 93.7 (238)         |
| 平均降水日数 （≥0.01 in）            | 15.7               | 12.2               | 11.2               | 12.1               | 10.7               | 9.0                | 9.5                | 9.0                | 10.1               | 11.9               | 14.1               | 15.7               | 141.1              |
| 平均降雪日数 （≥0.1 in）             | 15.3               | 11.0               | 6.1                | 1.7                | 0                  | 0                  | 0                  | 0                  | 0                  | 0.3                | 4.0                | 12.9               | 51.4               |
| 出典1：NOAA (normals 1981−2010),     |                    |                    |                    |                    |                    |                    |                    |                    |                    |                    |                    |                    |                    |
| 出典2：ThreadEx (extremes 1892−2012) |                    |                    |                    |                    |                    |                    |                    |                    |                    |                    |                    |                    |                    |

## 人口動態

### 2010年国勢調査
以下は2010年の国勢調査による人口統計データである。
| 基礎データ - 人口: 38,401 人 - 世帯数: 13,967 世帯 - 家族数: 7,895 家族 - 人口密度: 1,043.4人/km2（2,702.4人/mi2） - 住居数: 16,105 軒 - 住居密度: 437.6軒/km2（1,133.4 軒/mi2） 人種別人口構成 - 白人: 57.0% - アフリカン・アメリカン: 34.5% - ネイティブ・アメリカン: 0.9% - アジア人: 0.4% - その他の人種: 2.6% - 混血: 4.5% - ヒスパニック・ラテン系: 8.2% | 年齢別人口構成 - 18歳未満: 23.3% - 18-24歳: 12.2% - 25-44歳: 28.8% - 45-64歳: 24.1% - 65歳以上: 11.6% - 年齢の中央値: 34歳 - 性比（女性100人あたり男性の人口） - 総人口: 108.8 世帯と家族（対世帯数） - 18歳未満の子供がいる: 32.5% - 結婚・同居している夫婦: 27.9% - 未婚・離婚・死別女性が世帯主: 22.9% - 非家族世帯: 43.5% - 単身世帯: 36.0% - 65歳以上の老人1人暮らし: 12.8% - 平均構成人数 - 世帯: 2.38人 - 家族: 3.09人 |

### 2000年国勢調査
以下は2000年の国勢調査による人口統計データである。
| 基礎データ - 人口: 40,105 人 - 世帯数: 14,569 世帯 - 家族数: 8,537 家族 - 人口密度: 1,079.1人/km2（2,794.5 人/mi2） - 住居数: 15,999 軒 - 住居密度: 430.5軒/km2（1,114.8 軒/mi2） 人種別人口構成 - 白人: 57.9% - アフリカン・アメリカン: 31.7% - ネイティブ・アメリカン: 2.3% - アジア人: 0.46% - 太平洋諸島系: 0.03% - その他の人種: 2.69% - 混血: 3.50% - ヒスパニック・ラテン系: 6.4% | 年齢別人口構成 - 18歳未満: 25.8% - 18-24歳: 11.6% - 25-44歳: 32.2% - 45-64歳: 18.0% - 65歳以上: 12.4% - 年齢の中央値: 32歳 - 性比（女性100人あたり男性の人口） - 総人口: 109.6 - 18歳以上: 110.3 世帯と家族（対世帯数） - 18歳未満の子供がいる: 31.1% - 結婚・同居している夫婦: 33.2% - 未婚・離婚・死別女性が世帯主: 20.2% - 非家族世帯: 41.4% - 単身世帯: 34.4% - 65歳以上の老人1人暮らし: 12.9% - 平均構成人数 - 世帯: 2.42人 - 家族: 3.13人 | 収入と家計 - 収入の中央値 - 世帯: 27,929米ドル - 家族: 32,640米ドル - 性別 - 男性: 29,114米ドル - 女性: 22,197米ドル - 人口1人あたり収入: 14,283米ドル - 貧困線以下 - 対人口: 20.5% - 対家族数: 16.8% - 18歳未満: 27.6% - 65歳以上: 14.3% |

## 経済
主要雇用主
- アルコア＝ハウメット・キャスティング（ホワイトホール、元ミスコ） - 航空機部品製造
- アンダーソン・グローバル（元アンダーソン・パターン）
- キャノン-マスキーゴン・コーポレーション - 特殊合金
- センチュリー・ファンドリー
- コールズ・クォリティ・フーズ - ガーリック・ブレッド、冷凍食品
- コンシューマーズ・エナジー - 石炭焚き発電所
- GE アビエーション - マスキーゴン（元ジョンソン・テクノロジー） - タービン・エンジン部品製造
- グレートレイクス・ダイキャスト（元ディレスコ）
- ケイドン Corp - 精密ベアリング
- クノール Inc.
- L-3 コミュニケーションズ（元テレダイン） - 装甲車製造
- マーレ（元ダナ、シールドパワー - ピストンリング - 航空機部品
- マイアー - 郊外型スーパーマーケット・チェーン
- マーシー・ヘルス - トリニティ・ヘルスのメンバー
- ミシガンズ・アドベンチャー - アミューズメントパーク（ミシガン州最大のアミューズメントパークとウォーターパーク）
- ヌージェント・サンド
- ポートシティ・グループ
- プラット & ホイットニー・コンポーネント・ソリューションズ - ユナイテッド・テクノロジーズ・カンパニー
- SAF-ホランド - マスキーゴン（元ニューウェイ・イクィップメント・カンパニー） - 商用車軸、サスペンション、カップリング装置
- ウェスコ Inc. 本社

ショッピング
1976年、マスキゴン中心街にマスキーゴン・モールが建設され、旗艦店としてシアーズ、ステケティズ、ハーディズ＝ハーポルシャイマーズが入っている。2001年、第2のモールとしてザ・レイクス・モールが町の南東に建設され、その結果マスキーゴン・モールは閉店になった。
その他の小売業は、アップル・アベニュー、シャーマン・ブールバード、ヘンリー・ストリート沿いにある。

## 州政府と連邦政府の機関
ミシガン州矯正省がマスキーゴン南東部にあるマスキーゴン矯正施設を運営している。この刑務所は1974年に開設された。
アメリカ合衆国郵便公社がマスキーゴン郵便局を運営している。

## 教育
マスキーゴン公共教育学区は1860年の設立であり、幼稚園前から12年生までの児童生徒の教育を行っている。さらにマスキーゴン美術館とマスキーゴン訓練教育センターを運営している。公立学校とは別に、私立学校として、マスキーゴン・カトリック学校、フルートポート・カルバリー・クリスチャン学校、ウェスタン・ミシガン・クリスチャン学校が、幼稚園から12年生を教えている。
2010年、ノースマスキーゴン高校は、ミシガン州教育省から州内でも成績の良い公立学校に指名された。
マスキーゴン市内には、マスキーゴン・コミュニティカレッジとベイカー・カレッジがある。
グランドバレー州立大学のマスキーゴン・キャンパスには、ミシガン代替再生エネルギーセンターがある。2016年5月にマスキーゴン・イノベーション・センターと改名された。マスキーゴン中心街のミシガン湖センターの中にはアニス水資源研究所が入っている。
西ミシガン大学、フェリス州立大学、グランドバレー州立大学は全て、マスキーゴン・コミュニティカレッジのキャンパスにあるスティーブンソン高等教育センターで授業を行っている。マスキーゴン・コミュニティカレッジの卒業生が上記各大学のどれかに転入し、マスキーゴンを離れることなく学士や修士を取得できるような仕組みとなっている。

## 文化とレクリエーション

### 音楽と芸術

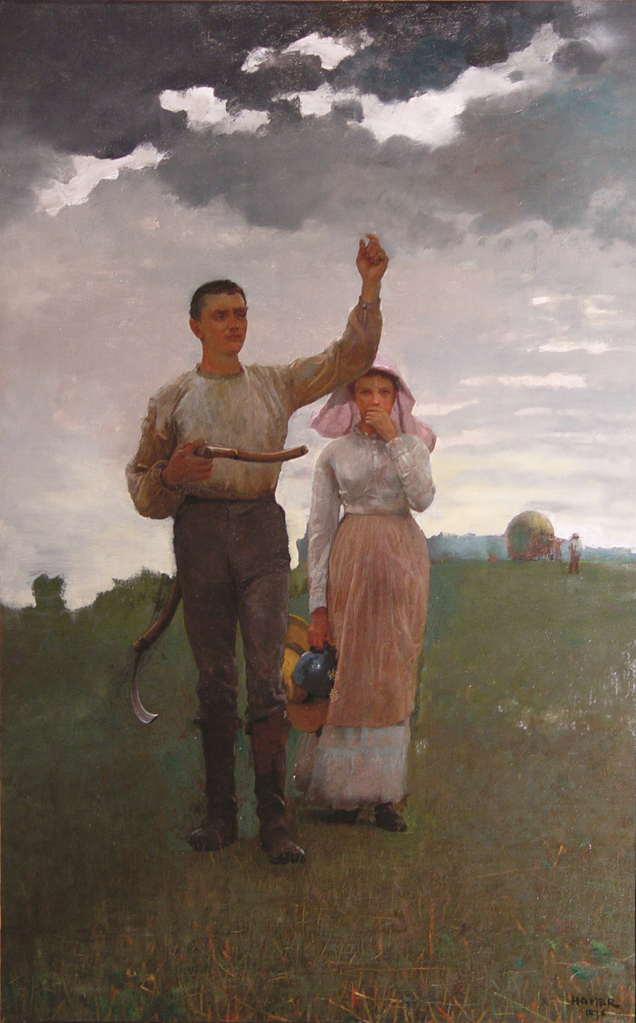
ウィンスロー・ホーマー作『角笛に応える / 家からの合図』1876年、マスキーゴン美術館蔵

マスキーゴン郡には、ブルーレイク芸術キャンプがある。ツインレイクの町にあるマニスティ国立の森の中にある。
昔は映画館だったフラウエンタル芸能センターには、2つの劇場がある（本館となるフラウエンタル・ハウスと、隣接するヒルト・ビルディングにある小さなベアズレー劇場）。1998年に修復され、JAMの劇作品、マスキーゴン市民劇団の作品が上演され、ウェストミシガン交響楽団の本拠地であり、マスキーゴン・コミュニティ・コンサート協会の行事全ての会場となっている。現在は無くなったチェリー郡プレイハウスの本拠地としても使われていた。フラウエンタルは元々1929年にミシガン劇場として建設された。
マスキーゴンにはバーバーショップ・ハーモニー協会の設立時支部の1つもある。
マスキーゴン美術館には中規模の民間収集芸術品が収められている。

### 祭
マスキーゴン夏祭りは2011年の観衆の集まりが少なかったので、2012年の開催はキャンセルになった。新しい祭であるコーストウェストがその後釜になった。芸術祭も2013年に復活した。
マスキーゴン・バイク・タイムは、毎年7月に開催されている。2010年の大会では、全米38州とカナダから35,000台の自動二輪と9万人の観衆が湖岸の町マスキーゴンに集まった。2012年には推計10万人の観衆が参加した。
マスキーゴン・モーターサイクル・クラブは1920年に組織された団体であり、一年おきにアメリカン・モーターサイクル協会の公認レースであるヒルクライムを開催している。
マスキーゴン映画祭は5月に開催されている。
毎年8月、ユニティ・クリスチャン音楽祭はヘリテージ・ランディングで開催されている。5月、ロック・ザ・コーストはミシガンズ・アドベンチャーで開催される。どちらもアライブ・オン・ザ・レイクショアが主催している。
9月、ミシガン・アイリッシュ音楽祭は、マスキーゴン湖岸のヘリテージ・ランディングに著名なケルト系音楽家を連れて来る。アーティストの中には、トミー・メイケム、ゲ―リック・ストーム、スライド、オールド・ブラインド・ドッグス、シシアンなどがいる。音楽に加えて、アイルランド料理、飲料、商品と文化の展示があり、この行事を盛り上げている。ミシガン・フェイス（アイリッシュダンスの競技会）はマスキーゴン・カトリック中央高校が主催し、同校で開催される。
10月初旬、インターナショナル・バスター・キートン協会が、毎年の会議を主宰するためにマスキーゴンを訪れる。この行事はフラウエンタル劇場でキートンの映画を上映している。

### 博物館と劇場

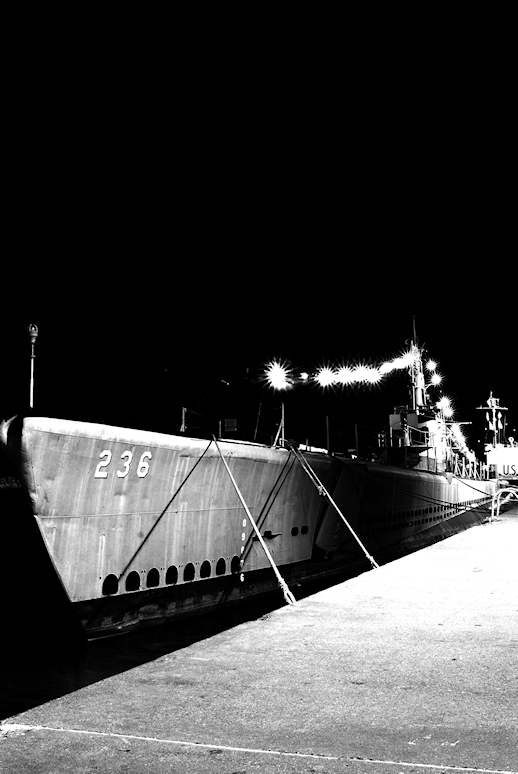
USS シルバーサイズ (SS-236)、シルバーサイズ潜水艦博物館

フラウエンタルのブロードウェイは秋から春まで、ブロードウェイ・ミュージカルを上演する。またマスキーゴン美術館やウェストミシガン交響楽団もある。マスキーゴン・コミュニティ・コンサート協会は9月から5月までコンサートを開催している。
レイクショア博物館センター（元はマスキーゴン郡博物館と呼ばれていた）と、ハックレー・アンド・ヒューム史跡。マスキーゴンの製材業の大立者達が建設した邸宅は、現在までに修復されてかつての栄光を取り戻し、一般公開されている。ハックレー・アンド・ヒューム邸宅群は、マスキーゴン中心街のヘリテージ・ビレッジに属し、マスキーゴン湖からは2ブロックの位置にあり、国家登録歴史的街区に指定されている。この邸宅群はレイクショア博物館センターと共に運営され、センターがマスキーゴン郡の豊かな歴史、ポタワトミ族やオタワ族インディアンから湖畔の毛皮交易業者を経て、今日の「世界の木材女王」までの歴史展示を行っている。また科学や自然に関わる展示もある。
マスキーゴン美術館はアメリカ合衆国中西部でも精妙な美術館に挙げられている。恒久的収集品の中でも白眉は、ジョン・スチュアート・カリー（グラント・ウッドやトマス・ハート・ベントンと共に時代をリードした画家3人に加えられる。リージョナリストとされ、中西部の田園部を多く描いた）作になる『カンザスの竜巻』である。
マスキーゴンにはUSSシルバーサイズ潜水艦博物館もある。第二次世界大戦で活躍した潜水艦USS シルバーサイズ (SS-236)を展示しており、その他に同大戦の戦車揚陸艦USS LST-393、禁酒法時代のアメリカ沿岸警備隊が使っていたカッターUSCGCマクレインなどが展示されている。
マスキーゴン港にはSSミルウォーキー・クリッパーが停泊している。以前はカーフェリーとして使われ、現在レイクエクスプレスが就航している航路で運航されていた。この船はアメリカ合衆国国定歴史建造物に指定され、当初の形態に修復される長い過程にあるが、一方で一般公開され、船上では「ミルウォーキー・クリッパー」そのものとマスキーゴンでの水上の歴史を展示する博物館としても使われている。マスキーゴンは歴史ある港であり商業と湖上の旅に使われていた。製材業の時代から第二次世界大戦を通じて、歴史上も繁華な時代だった。その港としてのイメージがある故に「港市」というニックネームもある。水深が深い港があり、現在でもセメント、骨材のバラ積みや大型貨物を、湖岸の施設に運んでおり、石炭を時代遅れになり廃炉寸前になった石炭焚き施設であるB・C・コブ発電所に運んでいる。
マスキーゴン歴史遺産博物館は、1973年に設立された非営利団体であるマスキーゴン歴史遺産協会が、マスキーゴンの歴史的資源を広報するためのものである。協会の任務の1つは美術館を通して、マスキーゴン都市圏の経済、産業、社会的歴史を示す展示を行うことである。博物館は1983年に開館し、展示物の中にはコーリス・バルブ90馬力蒸気エンジンもある。博物館の目的は、マスキーゴン地域の産業、マスキーゴンの歴史的家屋と企業の情報、写真、人工物を保存することである。2009年、博物館の再活性化が始まり、メインルームの完全な再配置を行いショーケースや壁に新しい展示を行った。プリントショップがあり、隣の建物は産業セクションがある。展示物全ての印刷された表示も追加された。2010年、博物館は拡張され、隣の靴屋だったものを加えた。2011年から2012年、建物の2階を改装し、コ―リスのエンジンを移動させた。これは「メイド・イン・マスキーゴン」の展示である。この博物館には35人が入る教室も追加され、授業に必要なAV機器も備えている。
市内にはカー・フレス・プラネタリウムがある。
マスキーゴン地域スポーツの殿堂には、地域の豊富な運動の歴史が展示され、L・C・ウォーカー・アリーナで展示されている。

### 屋外レクリエーション

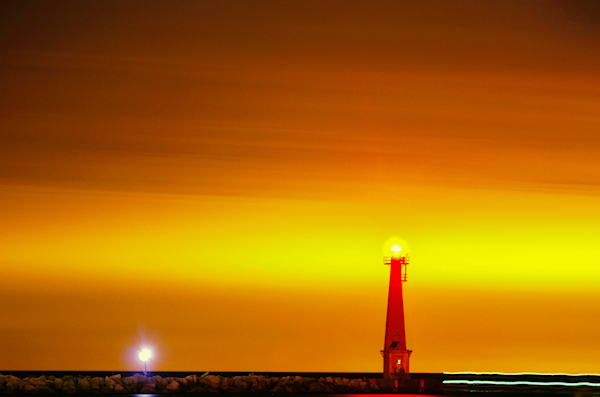
マスキーゴン防波堤灯台、ミシガン湖岸にある。ペレ・マルケット・ビーチから望む

- マスキーゴン州立公園とウィンタースポーツ複合施設、オールシーズンのルージュの設備がある
- P・J・ホッフマスター州立公園[35]
- ペレ・マルケット・ビーチ、ミシガン湖東岸にある最大の無料公開ビーチ、ウィンドサーフィン、カイト・ボード競技会、プロのバレーボール選手権が開催される。珪砂のビーチはクリーン・ビーチ・カウンセルが認定した砂浜である。自転車乗り、ランニング、ハイキングに人気があり、砂丘がビーチとその東側を仕切っている
- マスキーゴン湖は第1級のウォールアイの釣り場であり、レイクパーチなど他の淡水魚が釣れる。ミシガン湖には多数のギンザケやチヌークサケ、スチールヘッド、ブラウントラウト、レイクパーチなど、釣りの標的になる魚が多い。
- セイリングとレクリエーション・ボートは夏の主要な楽しみであり、地域にはあらゆる大きさの船を備えたマリーナがある
- マスキーゴン・レイクショア・バイクトレイルは、マスキーゴン湖からミシガン湖への湖岸を走っている。マスキーゴン湖の東岸を走る道と、北岸を走る道の2本がある
- 州内最大のアミューズメントパークであるミシガンズ・アドベンチャーは、マスキーゴン郡内、マスキーゴン市からは北に数マイルの位置にある。ローラーコースターや一般的な乗り物などと、ウォーターパークも備えている。

### スポーツ
マスキーゴン市にはプロスポーツとアマチュアスポーツの長い歴史がある。
| クラブ名                         | スポーツ               | 所属リーグ                                     | 試合会場                   |
| マスキーゴン・ランバージャックス | アイスホッケー         | ユナイテッド・ステイツ・ホッケー・リーグ       | L・C・ウォーカー・アリーナ |
| ウェストミシガンレイク・ホークス | バスケットボール       | アメリカン・バスケットボール・アソシエーション | フルートポート高校         |
| マスキーゴン・マスタングス       | アメリカンフットボール | グレートレイクス・フットボール・リーグ         | オークリッジ高校           |
| ウェストミシガン・アイアンメン   | 屋内フットボール       | アメリカン・インドア・フットボール             | L・C・ウォーカー・アリーナ |
| マスキーゴン・ライザーズ         | サッカー               | 独立系                                         | リース・パファー高校       |

過去にマスキーゴンで試合を行っていたチームには以下のものがある。
| クラブ名                                    | スポーツ         | 活動年        | 所属リーグ | 試合会場                   |
| ------------------------------------------- | ---------------- | ------------- | ---------- | -------------------------- |
| マスキーゴン・ランバージャックス/フュアリー | アイスホッケー   | 1992年-2010年 | IHL, UHL   | L・C・ウォーカー・アリーナ |
| マスキーゴン・サンダー                      | 屋内フットボール | 2007年-2009年 | IFL        | L・C・ウォーカー・アリーナ |
| ミシガン・メイヘム                          | バスケットボール | 2004年-2006年 | CBA        | L・C・ウォーカー・アリーナ |
| マスキーゴン・ランバージャックス            | アイスホッケー   | 1984年-1992年 | IHL        | L・C・ウォーカー・アリーナ |
| マスキーゴン・モホークス                    | アイスホッケー   | 1965年-1984年 | IHL        | L・C・ウォーカー・アリーナ |
| マスキーゴン・ゼファーズ                    | アイスホッケー   | 1960年-1965年 | IHL        | L・C・ウォーカー・アリーナ |
| マスキーゴン・ラッシーズ                    | 野球女子         | 1946年-1949年 | AAGPBL     | マーシュ・フィールド       |

毎年6月下旬にはクロニクル・シーウェイ・ランが開催されている。15kと5kの競走、5kのウォーク・フォー・ファン、15kの車いす競争が行われる。

## メディア
- マスキーゴンの指導的新聞は「マスキーゴン・クロニクル」である。同紙は日刊紙であり、ブース・ニューズペーパーズが所有している。1857年の発刊である
- テレビ局は以下の地方局がある
  - WMKG-CD  38、低出力テレビ局
  - DSETV-97、政府アクセスのケーブルテレビ、市役所に本拠があり、コムキャストのケーブルで、民間のディジタル・スペクトラム・エンタープライズが運営。市役所での会合をライブで流し、市に関するプログラムも放映している。地元のスポーツ行事も中継する
  - MCCTV-98、マスキーゴン・コミュニティカレッジの制作番組をコムキャストのケーブルで流している
  - WWMT-TV 3（CBS と CWテレビジョンネットワークの系列）、WOOD-TV 8 （NBC系列）、WZZM-TV 13 （ABC系列）、WXMI-TV 17 (フォックス放送系列）、WOMS-TV 29 (マイネットワークTV系列）、WGVU-TV 35 (公共放送サービス系列）、WOTV （ABC系列）、WZPX (イオンテレビ系列）、WTLJ-TV 54 (トリニティ放送ネットワーク系列）。暖かい季節にはグリーンベイ、ミルウォーキー、サウスベンド、シカゴの放送も入る
- コムキャスト、地元のケーブルテレビを配信
- マスキーゴン地域にはラジオ局も幾つかある。
  - WUVS-LP 103.7MHz FM、アーバンとゴスペル
  - WMMT-LP 106.1MHz FM、マスキーゴン訓練教育センターが所有、アーバン・オールディーズ
  - WKBZ 1090kHz AM、ラモナショーでは地元の小規模事業主のインタビューを流す
  - WBLV-FM 90.3MHz、クラシカル、ジャズ
  - WMCQ-FM 91.7MHz、レリジャス
  - WLAW-FM 92.5MHZ、アウトロー、カントリー
  - WGVS-FM 95.3MHZ、パブリック
  - WWSN FM 97.5MHZ、スポーツ
  - WLCS-FM 98.3MHZ、オールディーズ
  - WVIB-FM 100.1MHZ、アーバンコンテンポラリー
  - WMRR-FM 101.7MHZ、クラシック・ロック
  - WSNX-FM 104.5MHZ、トップ40、スタジオはグランドラピッズ
  - WMUS-FM 106.9MHZ、カントリー
  - WMUS FM 107.9MHZ、アダルト・コンテンポラリー
  - WGVS AM 850kHZ、ナショナル・パブリック・ラジオ
  - WKLQ AM 1490kHz、スポーツ
  - WMHG-AM 1600kHz、アダルト・スタンダーズ

他にもグラントヘイブン、グランドラピッズ、ルーディントン、ホランド、ジーランド、ミルウォーキーからの放送を受信できる。
- クリア・チャンネル・コミュニケーションズがマスキーゴンの主要なラジオ局オーナーであり、 WKBZ-AM、WSHZ-FM、WMUS-FM、WMRR-FM、WMHG-AM と WSNX を所有している。シタデル・ブロードキャスティングがWODJ-AM、WLAW-FM、WEFG-FM、WLCS-FM、WVIB-FM を所有している。

## 交通
公共交通は、マスキーゴン地域交通体系（MATS、「ザ・ショア・ライン」）が運営している。バスは9系統、トロリーが3系統あり、またパラトランジットもある。
MATSはマスキーゴン・トロリー・カンパニーを運営している。3つの系統は、北側、南側、中心街を通り、それぞれ11か所で停車している。停車駅にはハックレー・アンド・ヒューム史跡、USS シルバーサイズ、マスキーゴン州立公園などが入っている。
マスキーゴン郡空港からユナイテッド航空が商業定期便を運行している。グランドラピッズ市のジェラルド・R・フォード国際空港から、他にも定期便が運航されている。
レイクエクスプレスの高速カーフェリーはミシガン湖を横切って、ウィスコンシン州ミルウォーキーに向かう。マスキーゴンはその東側の発着港である。夏の間は1日3往復、秋は2往復運行される。地域周辺を発着点にする多くの自転車道が建設される予定である。

### 主要道路
| 州間高速道路 - 州間高速道路96号線 | アメリカ国道 - アメリカ国道31号線 - アメリカ国道31号線産業環状線 | ミシガン州道 - ミシガン州道46号線 - ミシガン州道120号線 |

## 姉妹都市
- 日本, 福岡県, 大牟田市
- イギリス, ダラム, ハートルプール

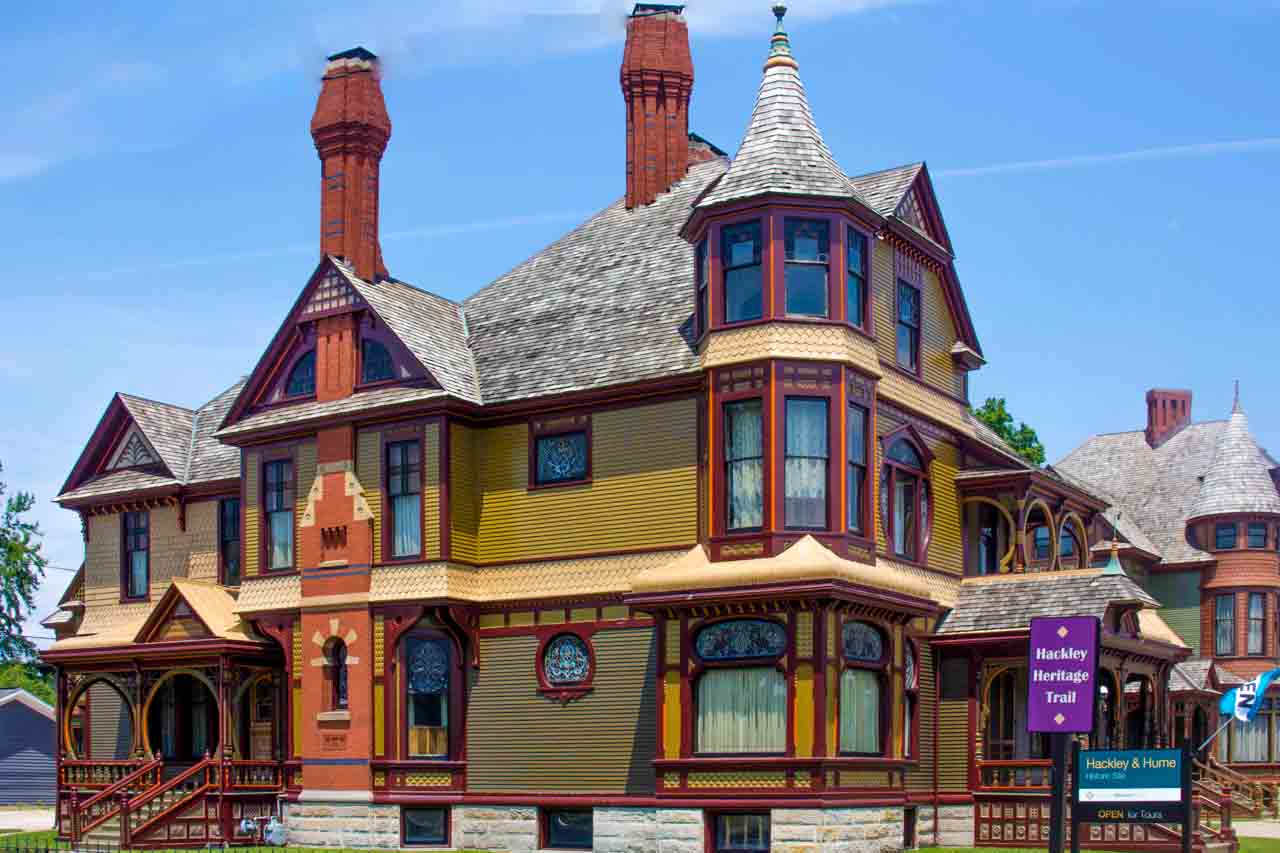
チャールズ・ハックレー邸

- トルコ, アンタルヤ

## 著名な出身者
- ジョセフ・ベイル、第二次世界大戦中にアメリカ陸軍とソビエト陸軍のために戦った唯一の軍人
- クララ・ハッセ （1880年-1926年）植物学者
- バスター・キートン、喜劇俳優、映画監督、カンザス州で生まれたが、マスキーゴン・アクターズコロニーのメンバーとして、子供時代の夏を家族と共にマスキーゴンで過ごした[37]。夏以外はヴォードヴィリアンとして常に旅をしていたが、マスキーゴンをその故郷だと見なしていた
- ハリー・モーガン、映画俳優、『ドラグネット 正義一直線』や『マッシュ』のテレビ版に出演
- イギー・ポップ、パンク・ロック歌手
- フランク・スタントン、実業家、CBS社長、テレビの殿堂入り

スポーツ人
- トニー・ファーガソン、総合格闘家、アルティメイト・ファイターのシーズン13で優勝
- ボビー・グリッチ – メジャーリーグベースボール選手、ボルチモア・オリオールズ、カリフォルニア・エンゼルス
- ネイト・マクラウス – メジャーリーグベースボール選手、ワシントン・ナショナルズ他
- ドン・ネルソン – NBAバスケットボール選手、コーチ、バスケットボール殿堂入り